# 炎の消防隊
炎の消防隊（ほのおのしょうぼうたい）は、テレビ朝日系列で1996年4月11日～6月20日に毎週木曜21時に放送されたテレビドラマである。追加タイトルにThe Firefightersと付けられる。
映画「バックドラフト」を意識し、東京消防庁の全面協力にて撮影された。最終回EDでは出初式のビデオ映像が流れたほか、横浜市消防局も撮影協力している。
石橋凌は2009年のTBSドラマ『RESCUE〜特別高度救助隊』にも、消防司令センターの管理官役で出演した。　

## キャスト
- 結城武士消防士：仲村トオル…18年前、「不慮の火災」に巻き込まれ妹の足が不自由になった事から、20代後半にして消防士に転職する。「火を消したいから消防士になった」ことで、先輩の南と対立する。
- 南洋平消防副士長：東幹久…18年前、火遊びで「全焼事件」を起こしてしまう。故に消防士になってからは、火に対する恐怖心から「火事を出さないことが消防の仕事」を信条にしている。
- 結城由香（武士の妹）：戸田菜穂…「18年前の当該火災」にて足を負傷し、車椅子生活になる。しかし前向きに明るく生きている。
- 中隊長・北崎雄太消防司令補：石橋凌
- 署長・多田源八消防監：中村嘉葎雄
- 機関員・吉川桃代消防士：五十嵐いづみ･･･暴走族出身
- 指揮隊長・田辺夏子消防司令補：高樹沙耶
- 小隊長：沼田爆
- 舘大介
- 小隊長・中野浩消防士長：山田辰夫
- 結城秀造（武士の父親）：財津一郎

## 主題歌
- 「友よ」長渕剛

## スタッフ
- 企画協力：共同テレビジョン
- 脚本：福田靖、大久保昌一良、いとう斗士八
- 音楽：岩代太郎
- プロデュース：黒田徹也、井口喜一
- 協力:東京消防庁
- 演出：若松節朗、中嶋豪、高丸雅隆
- 制作著作：テレビ朝日

## 受賞歴
- 第9回ザテレビジョンドラマアカデミー賞
  - ザテレビジョン特別賞（美術スタッフ）

## サブタイトル
| 各話   | 放送日        | サブタイトル             |
| ------ | ------------- | ------------------------ |
| 第1話  | 1996年4月11日 | 許せない新人             |
| 第2話  | 4月18日       | 涙の命令違反             |
| 第3話  | 4月25日       | はずされた男             |
| 第4話  | 5月2日        | 君の話を聞きたい         |
| 第5話  | 5月9日        | 親に甘えたやり方         |
| 第6話  | 5月16日       | 7年目の逆うらみ          |
| 第7話  | 5月23日       | 愛を占うろうそく         |
| 第8話  | 5月30日       | 俺とお前の運命           |
| 第9話  | 6月6日        | 妹がキスをする           |
| 第10話 | 6月13日       | 高層ビル炎上！極限の人間 |
| 第11話 | 6月20日       | 君を守りたい             |

## その他
- 舞台となったのは架空の「東京消防庁角鐘（つのがね）消防署」。
- 劇用車としてポンプ車2台、指揮車、指令車が用意された。これは東京消防庁から譲り受けたものを改装した車両であった。
- 横浜市消防局の消防車に「東京消防庁」のステッカーを貼った車両も使われた。
- 高層ビル火災のシーンには消防ヘリも登場した。

| テレビ朝日系 木曜21時台・木曜ドラマ | テレビ朝日系 木曜21時台・木曜ドラマ | テレビ朝日系 木曜21時台・木曜ドラマ |
| 前番組                              | 番組名                              | 次番組                              |
| ----------------------------------- | ----------------------------------- | ----------------------------------- |
| 味いちもんめ（第2シリーズ）         | 炎の消防隊                          | 小児病棟・命の季節                  |